# Vitor Júnior
Vítor Júnior (Porto Alegre, 15 september 1986) is een Braziliaans voetballer.